# 伊達市農業協同組合
伊達市農業協同組合（だてしのうぎょうきょうどうくみあい、英称：JA Dateshi ）は北海道伊達市に本所を置く農業協同組合である。略称はJA伊達市。当農協の地区は 伊達市(旧大滝村の地域を除く)・室蘭市・登別市の一円である。

## 概要
1998年（平成10年）に伊達市農協、登別市農協、室蘭市農協（中央会・JAグループ非加盟）、の3つの合併によって設立。登別市及び室蘭市は圧倒的に規模が小さく、伊達市農協が主体となる形で合併した。
胆振中部地方の大半を営業区域としている。
北海道でも気候がよく「北の湘南」と呼ばれる伊達市は平地が多く野菜を中心とした畑作が盛んで、登別市は乳牛等の畜産が盛んである。
- 正組合員数　647名
- 准組合員数　2,824名
- 正組合員戸数　489戸

## 事務所の一覧
カッコ内は所在地
- 本所（伊達市末永町74）
- 登別支所（登別市中央町1丁目4-11）

※過去に室蘭事業所（旧室蘭市農協本所）が存在したが、現在は廃止されている。
くみあいマーケット本店（北海道伊達市末永町74）